# Dahut (leyenda)
Dahut o Dahud, a veces confundida con Ahès, es un personaje legendario de la ciudad de Ys, en uno de los relatos más conocidos del folklore bretón. Representa una figura femenina del Otro Mundo de la mitología céltica, Dahut era seguramente una mujer inspirada en una diosa madre o una fée guardiana que impide que las aguas inunden la ciudad que protege. Su rol y su naturaleza han sido luego claramente modificadas por la influencia de la religión cristiana y de la literatura. 
Adaptada, su leyenda la convierte en la hija única de Gradlon, el rey de La Cornualle. Construye (o hace construir) la ciudad de Ys donde reinan los placeres carnales, provocando la cólera de un hombre de Iglesia. Princesa de esta ciudad, Dahut acaba por provocar la inundación de Ys por el océano a causa de sus pecados. Según diferentes versiones ella no ha muerto y continua frecuentando la bahía de Douarnenez y las costas del Trégor bajo la forma de una sirena. Dahut interviene también en un cuento del rey Marc'h. Émile Souvestre introdujo numerosos detalles literarios sobre su lujuria en su versión de la leyenda, sobre todo la noche que Dahut pasa con el Diablo, que es la causa de la inundación de Ys. La versión de Charles Guyot, escrita al principio del siglo XX, la señala como hija de Malgven, la «reina de Norte». Es generalmente esta última versión la más aceptada posteriormente, en particular por Jean Markale y Michel El Bris. 
Dahut es malvada y dañina en las versiones corrientes de su leyenda. No obstante, otros análisis la ven como la encarnación de un poder espiritual femenino combatido por el cristianismo o una alegoría del poder del mar. Varios artistas se hacen el eco de esta visión y proponen una visión pagana de Dahut, en la cual tiene un niño y se esconde en su ciudad sumergida. Su leyenda fue un gran éxito literario desde el siglo XIX . Aun es muy popular hoy en día Dahut aparece en numerosas óperas, canciones, novelas, espectáculos, y cómics.

## Etimología y terminología
Hay dos ortografías, Dahut o Dahud. Françoise El Roux y Christian-J. Guyonvarc'h emplean el segundo. Diferentes proposiciones étymologiques han sido hechas durante el tiempo. Gwenaël El Duque, profesor de bretón y céltico, propone también que la «d» final es anormal y tendría que estar reemplazada por una «z», si el nombre es de origen bretón. El Roux y Guyonvarc'h proponen comparaciones con el irlandés dag/deg (bien), bando/ben (mujer), bodba (peligroso) y badhbh (buitre, persona que maldijo), palabra que ha evolucionado pero que designaba las maldiciones y la brujería de las diosas guerreras. Joseph Loth introduce una comparación con el galesaches, designando el agua del río. Jean Markale ha teorizado que el nombre de «Dahut» vendría del «céltico» dagosoitis, que significaría «buena magia», o «la buena bruja». Indica el carácter surnaturel del personaje.
Por otra parte, Dahut o Dahud está propuesto en varias obras y webs de internet como nombre femenino bretón «de origen celta», que se celebra el 6 de agosto.

## Descripción
Dahut es el personaje central de la más conocida de las leyendas bretonas, la de la ciudad sumergida de Ys. Muchos autores la convierten en un símbolo de las dificultades de transición entre la «religión druidica» y el cristianismo. La versión popular la más conocida hoy en día, hacen de Dahut una especie de prostituta, por oposición a la Virgen Maria, no es más que el resultado de las modificaciones sucesivas de su mito original. En estas historias influidas por la literatura bretona, pasa sus noches con centenares de amantes que asesina a la mañana siguiente, hasta el día donde el Diablo la hace suya, provocando la caída de Ys. La tradición popular de Baja-Bretaña al finalizar el XIX hace de ella una temible sirena o Marie Morgane, que atrae los marineros y provoca tormentas. Esta supervivencia de Dahut aún hoy en día,. Invierte de algún modo la conclusión oficial: Dahut no ha perdido su lucha contra la iglesia cristiana, sino que gana una vida y un encanto eternos en el Otro Mundo, en la ciudad de Ys a partir de ahora sumergida.

### Origen
Aunque de los investigadores como Louis Ogès hayan supuesto (1949) que Dahut es una invención de prédicadores cristianos para mantener al pueblo en la ortodoxia, las investigaciones en mitología comparada demuestran que Dahut pertenece al arquetipo de «mujeres del Otro Mundo». Los mitos de inundaciones irlandeses y galeses muestran un posible relato original común, implicando a una fée (o mujer del Otro Mundo) guardiana de las aguas. Así, Dahut era tal vez un hada que guarda las puertas del Otro Mundo. Es posible que Dahut esté influida por la figura de la diosa madre céltica: Ys es comparable a otro Mundo donde reinan prosperidad, riqueza y abundancia, como en la mayoría de los reinos de las diosas célticas.
Anatole El Braz ha recabado elementos que permiten ligar a Dahut con la mitología céltica: como sirena o Marie Morgane que mata los marineros que encuentra, es una criatura del Otro Mundo, un tipo de equivalente a los «ángeles de la muerte». Lí Bando, una mujer o fée del folclore irlandés transformada en sirena por Dios, es muy cercana a Dahut y podría acercarla al grupo de las sirenas, criaturas conocidas de las tradiciones célticas desde el VI siglo. Le Roux y Guyonvarc'h estiman sin embargo que Dahut no se liga a las sirenas, aunque se trate como ellas de un personaje muy primitivo.

### Afiliación

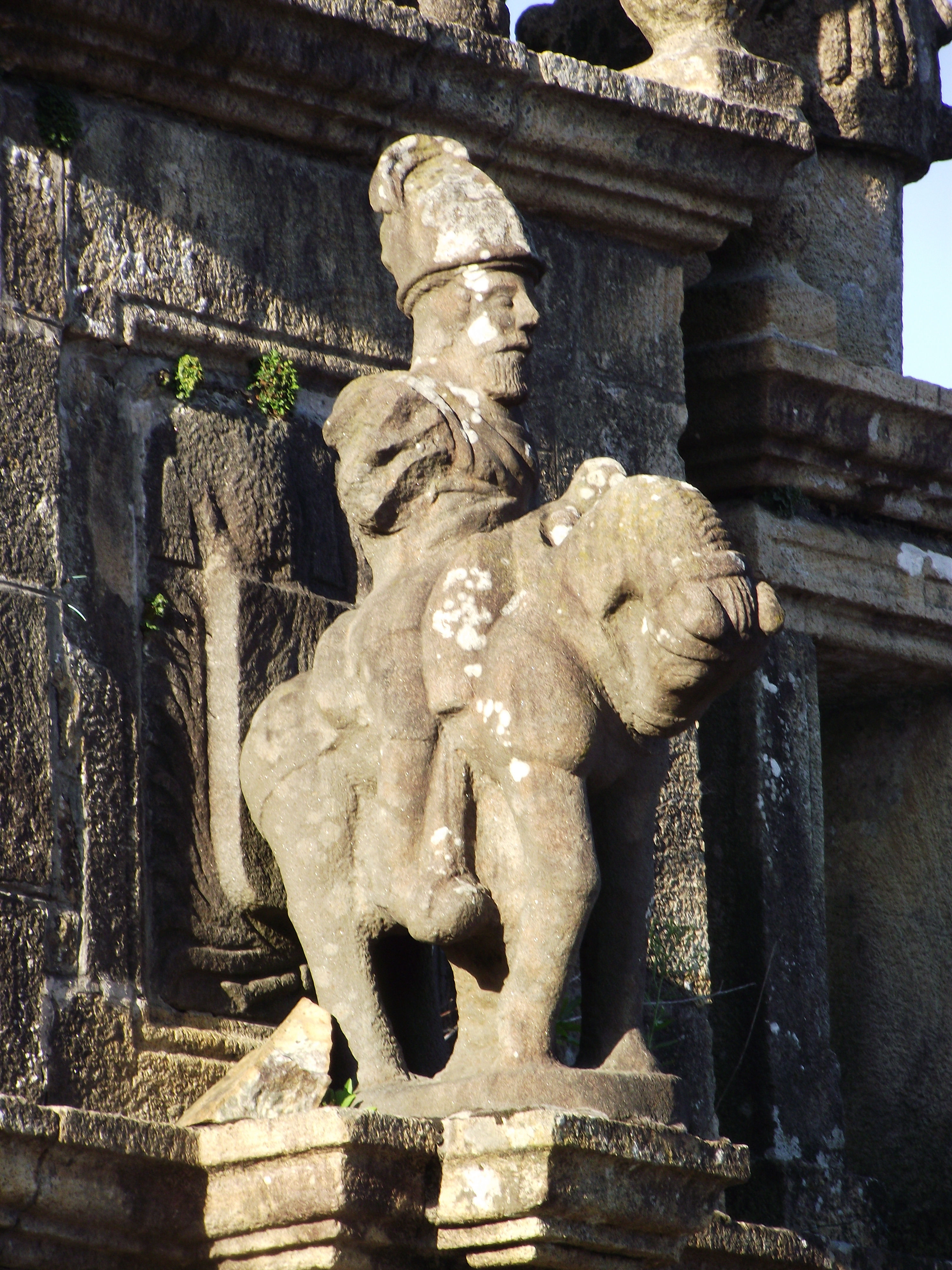
El rey Gradlon (aquí, según una estatua a Argol) está descrito como el padre de Dahut.

Originalmente, Dahut no tiene una genealogía definida. La hacen hija del rey Gradlon (como en las óperas, y los textos literarios sobre su leyenda) no es coherente ni con la mitología céltica, ni con las primeras fuentes conocidas,. El cartulaire de Landévennec atribuye un único hijo al rey Gradlon, que además murió muy joven. Para Françoise El Roux y Christian-J. Guyonvarc'h, Dahut representa una figura celta «sin edad y sin origen». Asimismo, los textos históricos bretones no hacen ninguna mención de su madre.
El personaje de Malgven, la valkiria «reina de Norte», a menudo citada como la madre de Dahut, fue popularizada por Charles Guyot al principio del XX. Las investigadoras Amy Varin y Hiroko Amemiya reconocen el mérito de atribuir a Dahut una afiliación «extraordinaria» más cercana de su naturaleza original. En las versiones conocidas que hacen de Dahut la hija de Gradlon, sola una pariente féerica podría explicar que Dahut siga una vía «maldita» y sea castigada por Dios, siendo su padre piadoso. Matthieu Boyd se opone a la conclusión (del Roux y Guyonvarc'h) según la cual Malgven no es más que una pura invención literaria de Guyot, porque este personaje es citado ya en una pieza de teatro en 1903. Encuentra posiblemente sus fuentes en Las Grandes leyendas de Francia de Édouard Schuré, que evoca una tradición oral recogida cerca del cabo Sizun, según la cual el rey Gradlon mantiene relaciones con una princesa de Hibernia (Irlanda). Esta tradición se acerca al mito de Tristan e Isolda. Ninguna fuente nos permite establecer una afiliación de Dahut, pero en la tradición céltica, las mujeres del Otro Mundo aportan buena fortuna a sus esposos y son capaces de tener niños con ellos, lo que podría constituir una pista.

## Evolución del personaje

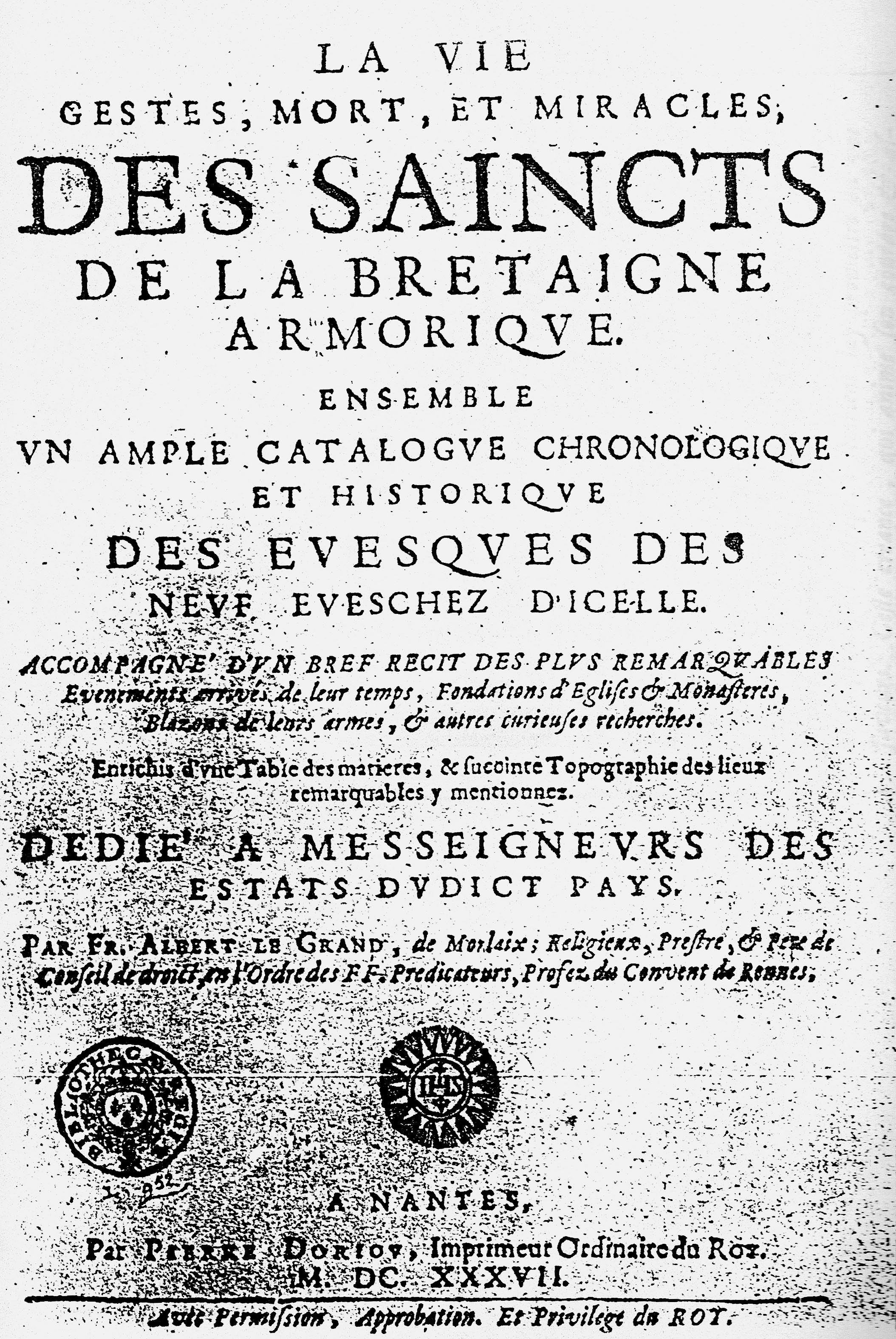
Página de título de la primera edición de La Vida de las saincts de la Bretaigne armorique por Albert El Grande, 1636, primera mención conocida de Dahut.

Dahut ha padecido una fuerte edulcoración teatral y literaria, tanto por la retirada de elementos originales como por la adición otra elementos. Dahut está ausente en la primera mención conocida de la ciudad de Ys, aquella de Pierre El Baud, al finalizar el XV siglo,. No aparece mucho más en las fuentes del XVI siglo,. Desde las primeras fuentes, está descrita como el origen del daño que golpea la ciudad de Ys. Este tratamiento ha podido contribuir a popularizar su leyenda dándole un aspecto romántico, y favorecer réescrituras y reinterpretaciones. Para Hiroko Ameniya, «la princesa Dahut refleja el imaginario de los Bretones a través de los siglos». Ha integrado tal vez desde su origen ciertos rasgos de la diosa pagana de las aguas Ana, convertida en santa Anne, lo que ha favorecido las tradiciones populares orales en torno a su «inmortalidad» bajo forma de sirena, cerca de la ciudad sumergida de Ys.

### Versiones literarias
Las versiones literarias añaden un gran número de detalles sobre las costumbres y la personalidad de Dahut. Según El Roux y Guyonvarc'h, Émile Souvestre y Charles Guyot introducen en particular el episodio donde el diablo la invita a la cama, el baile macabro. Georges-Gustave Toudouze, libra también con Los Últimos días de la ciudad de Ys una versión posromántica, donde Dahut es dueña de su ciudad y lo reivindica.

#### «Keris» de Émile Souvestre

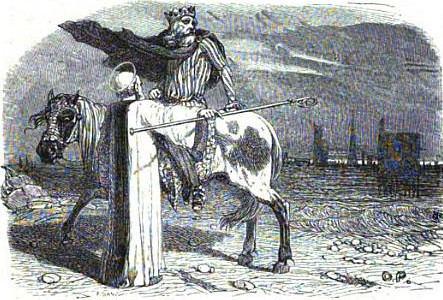
Ilustración del cuento «Keris» de Émile Souvestre.

Émile Souvestre cuenta una versión de la leyenda de Ys bajo el título de «Keris». Dahut es presentada como la hija de Grallon «que para escapar a la vigilancia de su padre, se ha ido a vivir a algunas leguas de Quimper». Es una «grande magicienne» que ha construido las maravillas de su ciudad y mandado a los korrigans a ayudarla, contribuyendo a su riqueza y a su opulencia. Guarda permanentemente sobre ella las llaves de los diques que protegen Ys del mar y amansa dragones marinos para el servicio de sus habitantes. Da fiestas día y noche, que atraen a las multitudes. entonces en la mar por un servidor.

#### La Leyenda de la ciudad de Ysde Charles Guyot
Al principio del XX siglo, Charles Guyot publica La Leyenda de la ciudad de Ys según los antiguos textos a las ediciones H. Piazza, labor que tuvo un gran éxito ya que su undécima edición aparece en 1926. Reediciones regulares salen a lo largo del siglo, sobre todo en 1987, 1998 y 1999 (en Flammarion), al igual que una traducción inglesa en 1979.
En esta historia, el príncipe Gradlon de Cornualles parte a guerrear en Noruega. Encuentra a la reina Malgven, que le declara su amor y lo sigue, subida sobre su caballo Morvarc'h. De los amores de Malgven y Gradlon nace Dahut, pero la madre muere durante el parto. Más tarde, Gradlon construye la ciudad de Ys para agradar a su hija, Dahut, que es maga, y le pide a las korrigans que la den castillo más elevado que todos los edificios cristianos mientras corren rumores sobre su lujuria y sus pecados. Un hombre vestido de rojo llega en la ciudad de Ys y persuade a Dahut para tomar las llaves de las esclusas marinas. La ciudad es engullida por el mar. Huyendo de la inundación, Dahut se engancha a su padre que cabalga a Morvarc’h, pero Guénolé la precipita en el océano.
Según varios investigadores, el personaje de Malgven, «reina de Norte» y madre de Dahut (así como el caballo Morvarc'h según El Roux y Guyonvarc'h) no es más que una invención literaria de Charles Guyot,. Es sin embargo esta versión de la leyenda de Ys que hace intervenir a Malgven y Morvarc'h que está contada como la «versión verdadera». Guyot inventa probablemente el motivo según el cual Ys habría sido construida por Gradlon para gustar a su hija, que no existe en ninguna fuente anterior. Introduce también motivos celtas, en particular los druidas y una canción de Dahud invocando al océano.

### Tentativas de reconstitución de una leyenda pagana

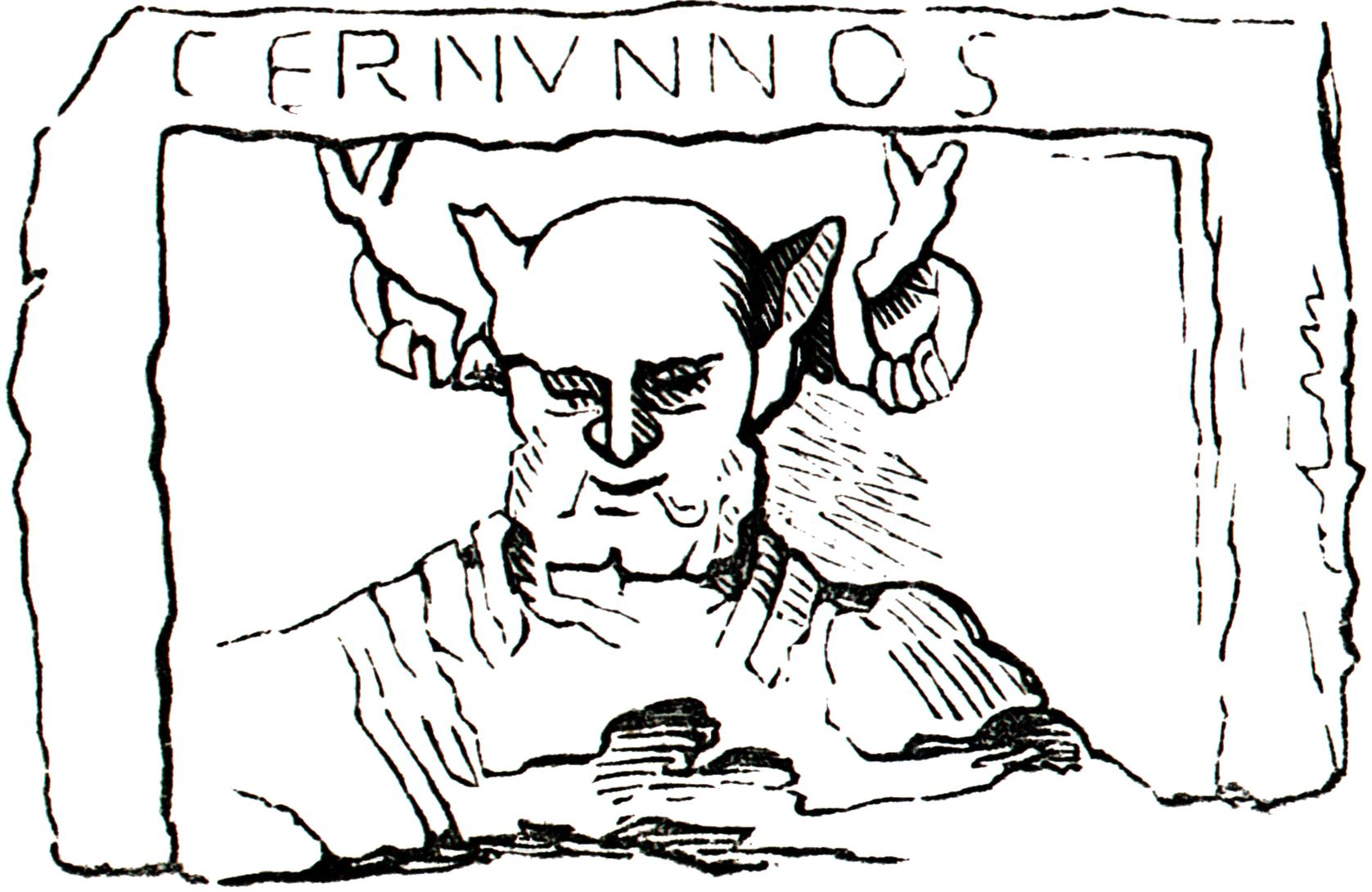
El dios Cernunnos.

Desde el final del XX siglo, una cierta oposición ha nacido entre artistas néo-paganos contra la diabolización que ha padecido Dahut bajo la influencia de los religiosos cristianos. Diversas producciones artísticas pretenden reconstruir la «leyenda pagana» del personaje. Una versión poco conocida de la leyenda de Ys atribuye un niño a Dahut, e inspira sobre todo el cómic Bran Ruz, la escultura Morvarc'h Argol y diversas producciones teatrales. Martial Caroff atestigue la existencia de una versión pagana de la leyenda en su obra Ys en otoño, posiblemente después de haber visto la escultura de Argol.

## Análisis

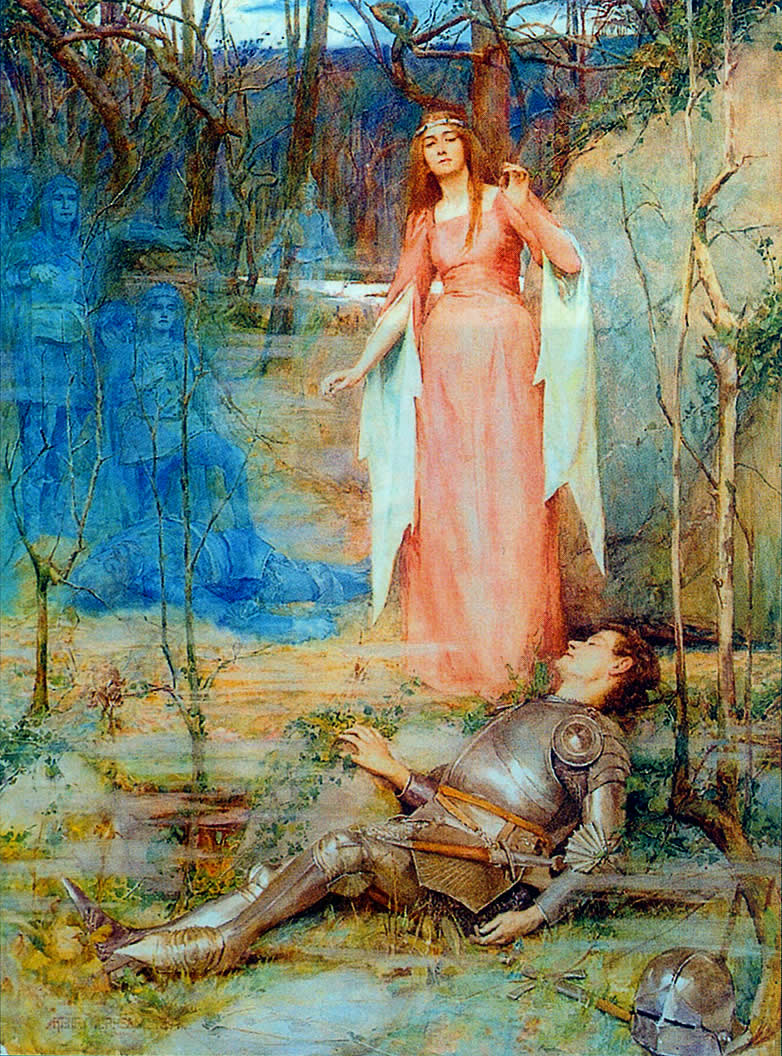
The Banshee (1897), según una acuarela de Henry Meynell Rheam. Esta mujer del Otro Mundo tiene el mismo origen que Dahut.

Dahut es difícil a analizar debido a las evoluciones constantes de su leyenda. La figura del diablo, la mención de su lujuria, su descripción como pecadora impía y símbolo del daño son muy posiblemente de adiciones hagiográficas. Según El Roux y Guyonvarc'h, las hagiografías han diabolizado a Dahut. Era preferible modificar el mito antes que de contravenir a la moral cristiana. Estiman también que se trata de una oposición entre el bien encarnado por el Santo, y el mal encarnado por Dahut. Los autores masculinos han valorizado al rey Gradlon como un ideal patriarcal, un parangón de virtud, engañado por su propia hija. Al contrario, Dahut es valorizada sobre todo por mujeres, que ven en ella la encarnación de una «musa sagrada».

### Encarnación de un poder espiritual femenino

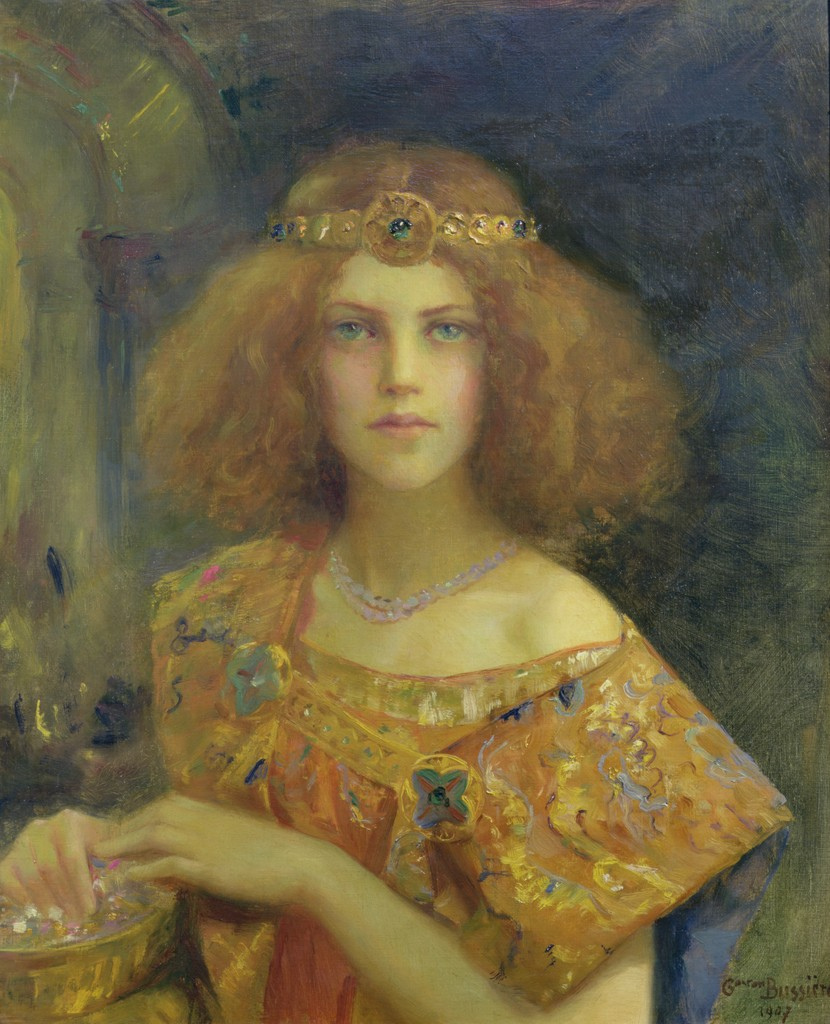
Salammbô (aquí, sobre una pintura de Gaston Bussière en 1907) está cercana a Dahut en ciertas versiones literarias.

Uno cierto número de análisis que se apoyan sobre las versiones literarias tardías del personaje de Dahut la ven como la encarnación de un poder espiritual femenino combatido por la religión cristiana patriarcal. Louis Ogès la describe como una encarnación de la religión druida que se acaba. Es también la interpretación de Jean Markale en La Mujer celte, que ve el símbolo de un renacimiento de la cultura celta olvidada en Bretaña. Esta teoría de Markale es muy criticada por El Roux y Guyonvarc'h: en la mayoría de las versiones de su historia, no adora a ningún dios pagano y la ciudad de Ys no cuenta con ningún templo.

### Alegoría de la mar
Las tradiciones populares bretonas acercan a Dahut a las sirenas, no obstante, las historias de mujeres que se vuelven sirenas son escasas. Más a menudo, el folclore céltico evoca sirenas que toman la apariencia de mujeres y esposan a los hombres. Hay igualmente historias de «mujeres del lago» que dan fortuna a su esposo. Hiroko Amemiya propone interpretar a Dahut como una personificación de la mar y del «desorden de la naturaleza» que amenaza la cultura de los hombres. Una interpretación compartida es ver en Dahut una alegoría de los peligros de la mar. Como precisa Albert Moxhet, de manera general, las leyendas de criaturas de las aguas son muy numerosas en Bretaña debido a su situación geográfica. La mención que hace de Dahut el ancestro de todas las sirenas bretonas ilustra bien la importancia de este imaginario marino en Bretaña.

### En música

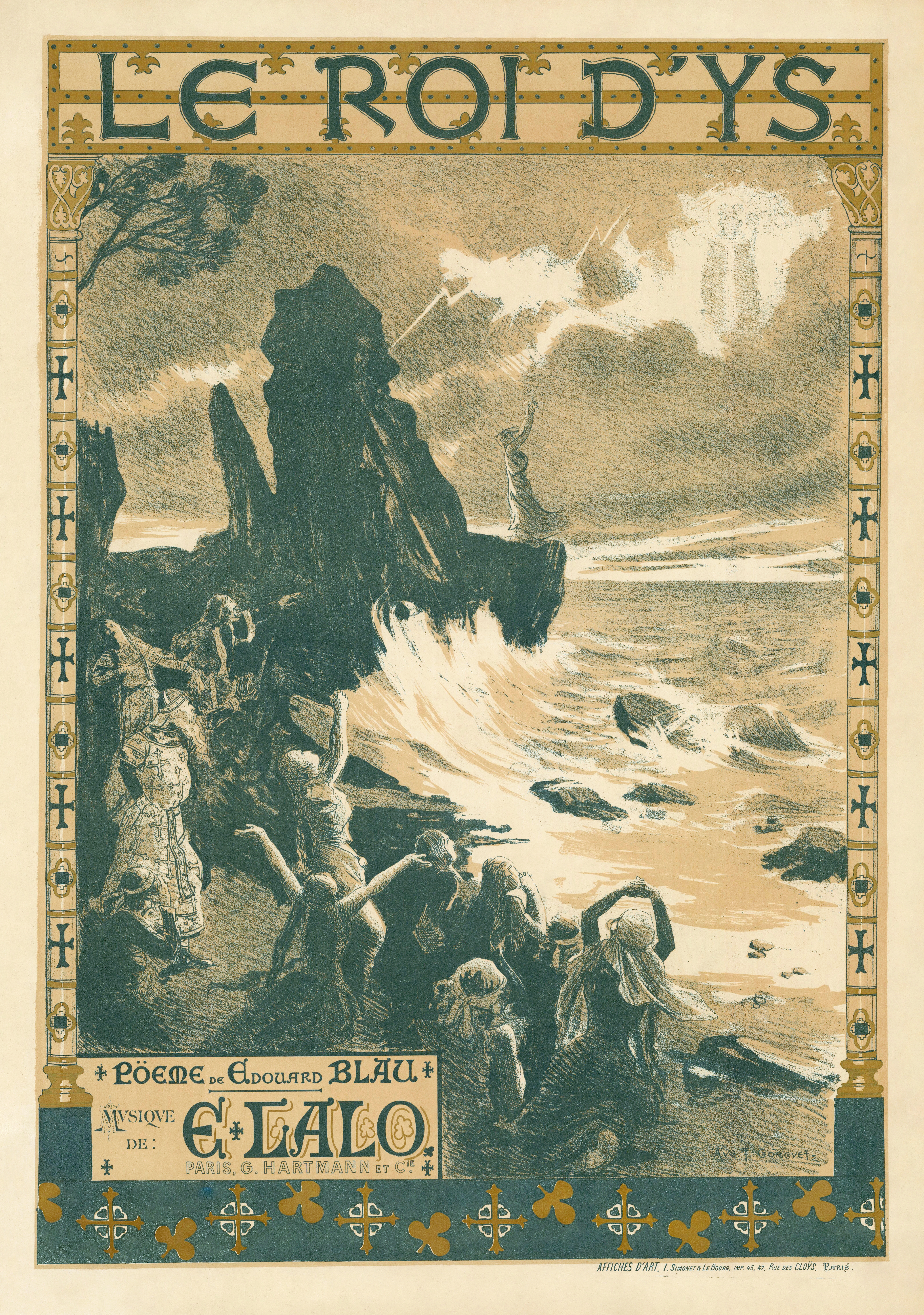
Anuncio de la ópera El Rey de Ys en 1888.

Varias obras musicales, entre ellas dos óperas, evocan la leyenda de Ys, subrayando el rol de Dahut en ella. 
El aspecto histórico y épico de la leyenda orienta la creación del Rey de Ys, de Édouard Lalo, en su primera versión en 1875. Esta ópera conoce un gran éxito y permite instalar a Ys en la alta cultura. Claude Debussy habría sido inspirado por la lectura de la evocación de la leyenda, al principio de los Recuerdos de niñez y de juventud de Ernest Renan, para escribir el preludio para piano La Catedral sumergida (1909-1910). Su reto es de recrear el universo de la leyenda musicalmente, con una atmósfera marítima y casi medieval que permite sugerir la ciudad de Ys.
Bourgault-Ducoudray evoca Ahès en La Canción de Bretaña. Dos de los compositores que fundan en 1912 la Asamblea de los compositores bretones, Paul Martineau y Paul El Flem, tratan más especialmente de Dahut. No obstante, Martineau, que muere en 1915 a los veinticinco años, no ha tenido tiempo de escribir su ópera Dahut. Compone no obstante un ballet, Bajo las oleadas. El tema aparece en tres obras más: en 1908 en Crepúsculo de Armor, un coro para mujeres, tras la Segunda Guerra Mundial en La Magicienne de la mer, una ópera acabada en 1947, y en 1954, veinte años más tarde, vuelve sobre el asunto en La Maldita..

## Anexos

### Artículos relacionados
- Ahès
- Ys
- Gradlon

#### Labores de análisis
- [Boyd 2006] Matthieu Boyd, « El niño de Ahez o el fabuloso recorrido del comte Kristof, una leyenda de la ciudad de Is », en Literaturas de Bretaña: mezclas ofrecidas a Yann-Ber Piriou, Prensas universitarias de Rennes, 2006 (ISBN 2753502099 y 9782753502093)alt=Ouvrage utilisé pour la rédaction de l'article|30x30px
- [Hiroko 2006] Hiroko Amemiya, «La diosa bretona de la mar», en Literaturas de Bretaña. Mezclas ofrecidas a Yann-Ber Piriou, Rennes, Prensas universitarias de Rennes, 2006 (ISBN 2753502099 y 9782753502093), p. 253-266alt=Ouvrage utilisé pour la rédaction de l'article|30x30px
- [Hascoët 2012] Joël Hascoët, «A la investigación de Ker-Is», en Guía de la Francia maravillosa, París, Payot, 2012, 306 p.alt=Ouvrage utilisé pour la rédaction de l'article|30x30px
- [El Roux y Guyonvarc'h 2000] Françoise El Roux y Christian-J. Guyonvarc'h, La leyenda de la ciudad de Is, ediciones Oeste-Francia, coll. «De memoria de Hombre», mayo de 2000, 335 p. (ISBN 978-2737314131)alt=Ouvrage utilisé pour la rédaction de l'article|30x30pxTextos precedidos por 130 páginas de análisis.
- [Morvan 1999] Françoise Morvan, «Ahès, Dahut o Marie-Morgane?», en La dulce vida de las fées de las aguas, Actos Sur, 1999, 339 p. (ISBN 2742724060 y 9782742724062)alt=Ouvrage utilisé pour la rédaction de l'article|30x30px
- Emmanuel Salmon-Legagneur, Los nombres que han hecho la Historia de Bretaña, Coop Breizh/Instituto Cultural de Bretaña, 1997 (ISBN 2-84346-032-8 y 2-86822-071-1)
- [Sébillot 1995] Paul-Yves Sébillot, Mitología y folclore de Bretaña, Tierra de Brume, 1995 (1.ª éd. 1968) (ISBN 2908021439).
- Colette Trublet, Dahud Ahès - Estudio psychanalytique del mito de la ciudad de Ys, Ediciones Bécherel Ciudad del Libro, enero de 2006, 207 p.Labor no universitaria

#### Artículos de investigación
- [Boyd 2013] (en) Matthieu Boyd, « What’s New in Ker-Is: ATU 675 in Brittany », Fabula, vuelo. 54, no 3-4, noviembre de 2013, p. 235–262 (ISSN 1613-0464, leer en línea)
- [Claudel 2014] Ôphélia Claudel, «Sobre la mar primordial de las dos rivages, Ys y Cartago, del mito de la ciudad engloutie a la emergencia de la Madre de las profundidade », Babel - literaturas plurales, no 29, 2014, p. 251-272
- [Hachet 2002] Pascal Hachet, «La ciudad de Ys, ilustración mítica de un encryptement colectivo», Imaginario & Inconsciente, El Espíritu del tiempo, no 7, marzo de 2002, p. 17-24 (ISBN 2913062970, leer en línea)
- [Ogès 1949] Louis Ogès, «La leyenda de la ciudad de Is: Cómo nace y se embellece una leyenda», Nueva revista de Bretaña, no 2, marzo de 1949

- Datos: Q3012000
- Multimedia: Dahut / Q3012000